# Bania (Zentralafrikanische Republik)
Bania ist eine Kleinstadt in der Präfektur Mambéré-Kadéï der Zentralafrikanischen Republik.

## Geographie
Bania bezeichnet die Nordgrenze des Urwaldgebietes und liegt am Sangha im Westen des Landes. Der Fluss ist während der viermonatigen Regenzeit bis Bania schiffbar, was die Bedeutung des Ortes während der Kolonialzeit als Handelsposten erklärt. Stromschnellen verhindern den weiteren Schiffsverkehr flussaufwärts.
Die Route nationale 10 verläuft von Nordwest nach Südost durch den Ort.

## Geschichte
Pierre Savorgnan de Brazza richtete im Januar 1892 eine Station in Bania ein. In der Folge stand der Ort zunächst unter französischer Kolonialherrschaft. Im Jahr 1895 kam es in Bania zu einem Ausbruch der Schlafkrankheit, der 30 % der Einwohner zum Opfer fielen. Zu dieser Zeit war der Ort mit der Ortschaft Nola in einer Subdivision zusammengefasst und wegen des Kautschuk-Reichtuns der Umgebung Sitz der Gesellschaft Haute-Ssanga, die dort im ab 1907 entsprechende 71 ha Plantagenfläche und eine Baumanzahl von 110.000 Stück besaß und 60 Arbeiter beschäftigte. Weiterhin war der Ort Stapelplatz für Vieh, das über das Hochland von Jade vom Logone auf dem Sangha flussabwärts transportiert wurde.
Durch das Marokko-Kongo-Abkommen vom 4. November 1911 wurde die Region als Teil von Neukamerun von Frankreich an das Deutsche Kaiserreich abgetreten und an die deutsche Kolonie Kamerun angegliedert.
1923 gründete die schwedische Örebro-Mission eine Station in Bania.
Im Februar 2014 griffen Anti-Balaka-Milizen aus Carnot und Bouar Bania an und töteten zwei muslimische Anführer, woraufhin die muslimischen Bewohner in den Busch flohen. Darüber hinaus flohen 80 % der Bewohner aus Bania und kehrten erst drei Monate später mit dem Eintreffen internationaler Truppen zurück. Anfang 2015 zerstörte die Anti-Balaka eine Moschee in Bania, um die Rückkehr der Muslime in das Dorf zu verhindern.
Fünfzig 3R-Rebellen eroberten Bania am 2. Januar 2022 und zündeten mehrere Häuser an. Aufgrund der Anwesenheit der 3R suchten die Einheimischen Zuflucht im Busch.

## Wirtschaft
Gold- und Diamantenabbau sowie Holzeinschlag sind die wichtigsten wirtschaftlichen Aktivitäten im Ort.

## Weiteres
Der Ort verfügt über zwei Schulen und ein Gesundheitszentrum.